# Godzilla vs Mothra
Pour les articles homonymes, voir Godzilla.
Ne doit pas être confondu avec Mothra contre Godzilla.
Série Heisei
Godzilla vs King Ghidorah
(1991) Godzilla vs Mechagodzilla 2
(1993)
Pour plus de détails, voir Fiche technique et Distribution.
Godzilla vs Mothra (ゴジラvsモスラ, Gojira tai Mosura) est un film japonais réalisé par Takao Okawara, sorti le 12 décembre 1992, produit et distribué par Toho. Il s'agit du dix-neuvième film de la franchise de Godzilla et le quatrième de la série Heisei. 
Il devait initialement s'agir que d'un film de Mothra intitulé Mothra vs Bagan, et devait retourner à l'atmosphère plus familiale des films de Godzilla avant 1984. Le film est cependant bel et bien devenu par la suite un véritable film de Godzilla.

## Synopsis
Un météore s'écrase en plein Pacifique. L'impact a mis au jour sur l'île de Infant Island un œuf gigantesque, mais a aussi permis au monstre Battra de se réveiller après des milliers d'années. Des personnes sont envoyées sur Infant Island pour récupérer l'œuf et font connaissance des Shobijins, sortes de petites fées, qui expliquent que l’œuf est celui de Mothra, protecteur de la Terre, tandis que Battra est un équivalent sombre de Mothra, qui possède une rancune envers l'humanité et souhaite la détruire. Mothra devra donc faire face à Battra, mais c'est sans oublier Godzilla, également réveillé par le météore, qui se joindra à la bataille.

## Fiche technique
- Titre : Godzilla vs Mothra
- Titre original : ゴジラvsモスラ (Gojira tai Mosura)
- Titre anglais : Godzilla and Mothra: The Battle for Earth
- Réalisation : Takao Okawara
- Scénario : Kazuki Ōmori
- Production : Shōgo Tomiyama et Tomoyuki Tanaka
- Musique : Akira Ifukube
- Photographie : Masahiro Kishimoto
- Montage : Inconnu
- Pays d'origine : Japon
- Langue : Japonais
- Format : Couleurs - 1,85:1 - Dolby - 35 mm
- Genre : Action et science-fiction
- Durée : 102 minutes
- Date de sortie : 12 décembre 1992 (Japon)

## Distribution
- Tetsuya Bessho : Takuya Fujita
- Satomi Kobayashi : Masako Tezuka
- Takehiro Murata : Kenji Andoh
- Saburo Shinoda : Professeur Fukazawa
- Akiji Kobayashi : Yuzo Tsuchiashi
- Akira Takarada : Chef du conseil sur l'environnement Jyoji Minamino
- Makoto Otake : Takeshi Tomokane
- Keiko Imamura : Cosmos #1
- Sayaka Osawa : Cosmos #2
- Kenpachiro Satsuma : Godzilla
- 'Hurricane Ryu' Hariken : Battra
- Megumi Odaka : Miki Saegusa
- Yoshiko Tanaka : Asuka Okouchi
- Kôichi Ueda : Un employé

## Distinctions
- Prix de la meilleure musique lors des Awards of the Japanese Academy 1993.